# 表現論
表現論（ひょうげんろん、英: representation theory）とは、代数構造上の加群をベクトル空間の線型変換として代数構造を表現することにより研究する数学の分野である。その本質は、抽象的な代数的構造の元と演算を行列と行列の和や行列の積で記述して具体的に表現することである。この記述法で扱われる代数的な対象には、群や結合代数やリー代数がある。これらの中で最も有名で歴史的にも最初に現れたものは群の表現論であり、群の要素は正則行列に対応づけられ、群の演算は行列の積として、表現されている。
表現論は、抽象代数学の問題を良く分かっている線型代数の問題に帰着させるので、強力なツールである。さらに、群が表現されているベクトル空間が無限次元になることやヒルベルト空間になることも可能であり、その場合には、函数解析の方法が群の理論に適用できる。表現論は物理学でも重要であり、例えば、物理系のもつ対称群が、どのように物理系を記述する方程式の解に作用するかを記述する。
表現論の著しい特徴は、数学での広がりにある。そこには、2つの面がある。ひとつの面は、表現論の応用が多岐にわたることであり、表現論は代数への影響のみならず、以下のような応用も持っている。
- 調和解析を通してフーリエ解析を広く一般化する[4]
- 不変式論（英語版）とエルランゲン・プログラムを通して深く幾何学とつながっている[5]。
- さらに、数論へは保型形式やラングランズ・プログラムを通して深く影響を持っている[6]。

もうひとつの面は、表現論へのアプローチの広がりである。同じ対象が代数幾何学、加群の理論、解析的整数論、微分幾何学、作用素理論、代数的組合せ論(algebraic combinatorics)、トポロジーの方法で研究できる。
表現論の成功は、多くの一般化を生み出した。その一般的な理論は圏論の中にある。適用する代数的対象を特別な圏として、対象のなす圏からベクトル空間の圏(category of vector spaces)への函手を表現とみなすことができる。この記述には 2つの明白な一般化がある。ひとつは代数的対象をより一般的な圏により置き換えることが可能であり、第二には、ベクトル空間のなす圏を別の良く知られた圏に置き換えることが可能である。

## 定義と概念
V を体 F 上のベクトル空間とする。例えば、V が Rn や Cn のときは、それぞれ、実数や複素数上の列ベクトルの標準的な n-次元空間である。この場合、表現論の考え方は、抽象的な代数構造を実数や複素数の n × n 行列を使って具体化することである。
このことが可能な主要な代数的対象は 3種類あり、群, 結合代数、リー代数である。
- n × n の正則行列（可逆行列）全体は、行列の積の下に群をなし、群の表現論は、群の元を正則行列として「表現」することにより（群自体を）調べることができる。
- 行列の和と積は、すべての n × n の行列の集合を結合代数とし、したがって、対応する結合代数の表現論(representation theory of associative algebras)が存在する。
- 行列の積 MN を行列の交換子 MN − NM に置き換えると、n × n の行列のリー代数となるので、リー代数の表現論が導かれる。

実数体や複素数体の場合は、任意の体 F と F 上の任意のベクトル空間へ拡張され、行列を線形写像で置き換え、行列の積を写像の合成で置き換える。V の自己同型と群 GL(V,F) へ一般化し、また、V のすべての自己準同型の結合代数 EndF(V) と対応するリー代数 gl(V,F) へ一般化される。

### 定義
表現の定義には 2つの方法がある。表現を定義する第一の方法は、群の作用の考えを使い、行列の積により列ベクトル上へ行列を作用させる方法を一般化したものであり、ベクトル空間 V 上の群 G や結合代数やリー代数 A の表現は、次の 2つの性質（(i), (ii)）を満たす写像
{\displaystyle \Phi \colon G\times V\to V\quad {\text{or}}\quad \Phi \colon A\times V\to V}
と定義する。
(i) G の任意の元 g （あるいは、A の任意の元 a ）に対し、写像
{\displaystyle {\begin{aligned}\varphi (g)\colon V&\to V\\v&\mapsto \Phi (g,v)\end{aligned}}}
は、F 上で線型であること。
(ii) Φ (g, v) に対し、記号 g ・ v を導入すると、G の任意の g1 と g2 と V の任意の v に対し、
{\displaystyle (1)\quad e\cdot v=v}
{\displaystyle (2)\quad g_{1}\cdot (g_{2}\cdot v)=(g_{1}g_{2})\cdot v}
が成り立つこと。
ここに e を G の単位元、g1g2 は G の積である。結合代数に対しも同様なことが要求される。ただし、結合代数はいつも恒等元があるとは限らない。結合代数では、式 (1) は無視する。式 (2) は行列の積の抽象的な表現であり、この積は行列の交換子では成立せず、交換子の恒等元も存在しない。したがって、リー代数では、A の任意の元 x1, x2 と V の元 v に対し、
{\displaystyle (2')\quad x_{1}\cdot (x_{2}\cdot v)-x_{2}\cdot (x_{1}\cdot v)=[x_{1},x_{2}]\cdot v}
となることのみが要求される。ここに [x1, x2] は、リーブラケットであり、行列の交換子 MN − NM を一般化したものである。
表現を定義する第二番目の方法は、G の元 g を線型写像 φ(g): V → V へ写すことを定義とする方法である。この写像は、
{\displaystyle \varphi (g_{1}g_{2})=\varphi (g_{1})\circ \varphi (g_{2})\quad {\text{for all }}g_{1},g_{2}\in G\,\!}
を満たし、他の場合も同様である。この方法は、より抽象的であるが、この観点からは表現は以下のように統一的となる。
- ベクトル空間 V 上の群 G の表現は、群準同型 φ: G → GL(V, F) である。
- ベクトル空間 V 上の結合代数 A の表現は、代数準同型（英語版）(algebra homomorphism) φ: A → EndF(V) である。
- ベクトル空間 V 上のリー代数の表現は、リー代数準同型（英語版）(Lie algebra homomorphism) φ: a → gl(V, F) である。

### 用語
ベクトル空間 V を φ の表現空間(representation space)といい、その次元を（有限であれば）表現の次元と呼ぶ（たとえば、では次数と呼ばれている）。準同型 φ が文脈により明らかな場合は、V 自身を表現と呼ぶことが多い。明らかでない場合は、表現を (V, φ) と記す。
V が有限次元 n のとき、V の基底を選び、Fn と V して、体 F に成分を持つ行列表現が得られる。
有効な表現、あるいは忠実表現(faithful representation)とは、準同型 φ が単射的であるときの表現 (V, φ) をいう。

### 同変写像と同型
V と W を F 上のベクトル空間とし、それぞれへの群 G の表現を φ と ψ とする。V から W への同変写像は、線型写像 α: V → W であり、G の任意の元 g と V の任意の元 v に対し、
{\displaystyle \alpha (g\cdot v)=g\cdot \alpha (v)}
が成り立つ。このことを、写像 φ: G → GL(V) と ψ: G → GL(W) でいうと、G のすべての元 g に対し、
{\displaystyle \alpha \circ \phi (g)=\psi (g)\circ \alpha }
を意味する。
結合代数やリー代数の表現の同変写像も同様に定義される。α が可逆のときに、同型と呼ばれ、V と W（より詳細には、φ と ψ）は、同型表現(isomorphic representations)という。
同型表現は、すべての実際の目的に対し同一であり、表現される群や代数の同一な情報をもたらす。したがって、表現理論は同型を同一視して表現を分類する研究である。

### 部分表現、商、既約表現
(W, ψ) を群 G の表現とする。すべての v ∈ V に対し g ・ v ∈ V となるという意味（セールは、このようなの V を G の下に安定と呼んだ）で、V が G の作用により不変な W の線型部分空間であるとき、V を部分表現(subrepresentation)と呼ぶ。φ(g) を ψ(g) の V への制限と定義することにより、(V, φ) は G の表現となり、W の V への制限は同変写像となる。商空間 W/V も G の表現として定義することができる。
W がちょうど 2つの部分表現しか持っていないとき、つまり、自明な部分空間(trivial subspace) {0} と W 自身以外には部分表現空間を持たない場合、この表現を既約(irreducible)という。W が非自明な表現を持つとき、可約(reducible)という。
既約表現の定義は、シューアの補題を含んでいる。既約表現の間の同変写像 α: V → W は、その核と像が部分表現となるので、零射か、同型射となる。特に、V = W のとき、これは V の同変な自己準同型が基礎となる体 F 上の結合多元代数を形成する。F が代数的閉体であれば、既約な表現の同変自己準同型は、恒等元のスカラー倍のみである。
既約表現は、表現論の基本ブロックであり、表現 W が既約でないならば、ある意味、単純な部分表現と商表現から構成される。W が有限次元であれば、部分表現も商表現も次元がより小さなものとなる。

### 直和と直既約表現
V と W を群 G の表現とすると、V と W の直和は、標準的な表現で次の式を通して表現となる。
{\displaystyle g\cdot (v+w)=g\cdot v+g\cdot w\qquad (v\in V,~w\in W).}
2つの表現の直和は、それぞれの表現が持っている以上の群 G についての情報を持たない。表現が 2つの非自明な部分表現の直和であれば、この表現を直可約という。そうでない場合を直既約という。
適当な条件の下では、すべての表現は既約表現の直和であり、そのような表現は半単純であるという。その場合には、それぞれの既約表現を理解するだけで十分である。そうでない場合は、どのようにして直既約表現を部分表現による商として拡張して既約表現から構成することができるかを理解せねばならない。

## 分野とトピックス
注目すべきこととして、表現論は、もっている分野の数が多いこと、群と代数の表現の研究方法が多様であることが挙げられる。表現論は、既に議論した基本的な考え方を共通に持つにもかかわらず、詳細では非常に異なっている。少なくとも違いは 3点あげることができる。
1. 表現論は表現される代数的対象のタイプに依存する。群、結合代数、リー代数は異なるクラスであり、それぞれの表現論は異なる色合いを持っている。
2. 表現論は表現される代数的対象の下にあるベクトル空間の性質に依存して、最も重要な差異は、有限次元表現と無限次元表現の間の差異である。無限次元の場合、付加された構造が重要である（たとえば、空間がヒルベルト空間やバナッハ空間であるか否かなど）。付加された代数的構造は、有限次元でも課すことができる。
3. 表現論はベクトル空間が定義されている体のタイプにも依存する。もっとも重要な場合は複素数体の場合であり、他にも重要な場合として、実数の場合、有限体やp-進体の場合がある。体が正の標数の場合、代数的閉体でない場合に困難さが加わる。

### 有限群の表現
群の表現は、有限群の研究にとって非常に重要なツールである。有限群の表現は、有限群論を幾何学や結晶構造へ応用する中でも発生する。有限群の表現は、表現論の一般論の多くの面をもち、他の表現論の分野の方法やトピックスを反映している。
標数 0 の体上では、有限群 G の表現は、便利な性質を多く持つ。第一に、G の表現は半単純（完全可約）な性質を持ち、任意の G-表現 W の部分表現 V が G-不変な補完表現(compliment)を持つというマシュケの定理である。この定理を証明する方法は、W から V への射影 π を選び、次で定義される平均 πG と置き換えることである。
{\displaystyle \pi _{G}(x)={\frac {1}{|G|}}\sum _{g\in G}g\cdot \pi (g^{-1}\cdot x).}
πG は同変であり、この写像の核が求めている補完表現である。
有限次元 G-表現は、指標理論(character theory)を使って理解することができる。表現 φ: G → GL(V) の指標は、次の式で定義される類函数 χφ: G → F である。
{\displaystyle \chi _{\varphi }(g)=\mathrm {Tr} (\varphi (g))\ .}
ここに {\displaystyle \mathrm {Tr} } はトレースである。G の既約表現は、その指標により完全に決定される。
マシュケの定理は、たとえば、有限体のような正の標数の体に対しても、p が群 G の位数と互いに素である限り一般的に成り立つ。p と |G| が共通因子を持っているとき、半単純でない G-表現が存在し、モジュラー表現論と呼ばれる分野で研究されている。
平均をとるテクニックは、F が実数や複素数のとき、任意の G-表現は V 上の内積 {\displaystyle \langle \cdot ,\cdot \rangle } を保存する。G のすべての元 g と W の w に対し、
{\displaystyle \langle g\cdot v,g\cdot w\rangle =\langle v,w\rangle }
という意味である。よって、任意の G-表現はユニタリである。
ユニタリ表現は、マシュケの定理が表現の直交補空間を取るころにより証明することができるので、自動的に半単純である。有限ではない群の表現を研究するとき、ユニタリ表現は、有限群の実表現と複素表現の良い一般化をもたらす。
マシュケの定理のような結果や平均をとることに依存するユニタリな性質は、平均を積分へ置き換えることにより、より一般的な群へと一般化することができ、定義可能な積分の考えをもたらす。このことはハール測度を使いコンパクト群(compact group)や局所コンパクト群(locally compact group)に対してなされ、結果として得られる理論が抽象調和解析である。
任意の体上で、有限群で良い表現論的性質を持つ別のクラスは、リー型の有限群(finite groups of Lie type)である。重要な例は、有限体上の線型代数群(linear algebraic group)である。線型代数群の表現とリー群の表現は、これらの無限次元の群の例を拡張し、後者はリー代数の表現と密接に関連する。有限群の指標理論の重要性は、リー群やリー代数の表現にとってはウェイト(weights）が類似する理論となる。
有限群 G の表現は、直接、群環 F[G] を通して、代数表現へも結びついている。群環は、F 上の G の元を基底とするベクトル空間であり、積の操作は、群の操作と群操作とスカラー積が可換であることを要求する線型性により定義される。

### モジュラー表現
有限群 G のモジュラー表現は、体の標数が |G| と互いに素ではない（公約数を持っている）あるような体の上の表現であり、したがって、マシュケの定理はもはや成り立たない（なぜならば、|G| が F で可逆ではなく、したがって割ることができないからである）。にもかかわらず、リチャード・ブラウアー(Richard Brauer)は、指標理論の多くをモジュラー表現へ拡張した。この理論は、初期の有限単純群の分類(classification of finite simple groups)の発展に重要な貢献をし、特に、シローの2-部分群が「あまりに小さすぎる」ので純群論的な方法を適用することが難しい単純群に対して、貢献した。
群論への応用を持つことと同様に、モジュラー表現は、他の数学の分野である代数幾何学、符号理論、組み合わせ論や数論で自然に応用される。

### ユニタリ表現
群 G のユニタリ表現は、実もしくは複素の完備ヒルベルト空間 V 上の G の線型表現 φ であり、φ(g) がすべての G の元 g に対しユニタリ作用素となっている。そのような表現は、1920年代以来、特にヘルマン・ワイルと彼が発展を動機付けたことにより、広く量子力学へ応用されてきた。中でも、もっとも有名なことは、エフゲニー・ウィグナーによるポアンカレ群の表現(representations of the Poincaré group)である。（特定の群というよりも任意の群 G に対しての応用上有益であるが、）応用上有益なユニタリ表現の一般論を構成する開拓者の一人は、ジョージ・マッケイ(George Mackey)であり、拡張された理論はハリッシュ・チャンドラ(Harish-Chandra)他により1950年代と1960年代に開発された。
ユニタリ表現論の主要な目的は、「ユニタリ双対(unitary dual)」、つまり、G の既約ユニタリ表現の空間を記述することである。G が局所コンパクトなハウスドルフ的位相群で、表現は強連続(strongly continuous)である場合が最も良く知られた理論である。G が可換なの場合は、ユニタリ双対は指標(character)の空間となる。一方、G がコンパクトな場合は、ピーター・ワイルの定理(Peter–Weyl theorem)は、既約ユニタリ表現は有限次元であり、ユニタリ双対は離散的であることを示している。たとえば、G が円の群 S1 であるときは、指標は整数で与えられ、ユニタリ双対は Z となる。
非コンパクトな G に対して、表現がユニタリとなるかという疑問は微妙である。既約ユニタリ表現は「許容的(admissible)」である必要があり（ハリッシュ・チャンドラ加群(Harish-Chandra module)のように）、容易に許容表現が非退化な不変半双線型形式を持つことを示すことができるが、いつこの形式が正定値となるかを決定することが困難である。ユニタリ双対の有効な記述は、実簡約的なリー群（以下に議論するが、）のような比較的うまく定義できる群の場合でさえ、表現論の重要な未解決問題である。たとえば、SL(2, R)やローレンツ群のように、多くの特殊な群については解かれている。

### 調和解析
円の群 S1 と整数 Z やより一般的にトーラス Tn と Zn の間の双対関係は、解析的にはフーリエ級数の理論としてよく知られている。フーリエ変換は、実ベクトル空間上の指標の空間が双対ベクトル空間(dual vector space)であるという事実を表している。このようにして、ユニタリ表現と調和解析は密接に関連し合っていて、抽象調和解析はこの関係を利用して、局所コンパクト位相群と関連する空間の函数の解析を発展させた。
主要な目的は、フーリエ変換やプランシュレルの定理の一般的な形を提供することである。このことは、ユニタリ双対(unitary dual)上の測度と、G 上の二乗可積分函数の空間 L2(G) の正規表現とユニタリ双対上のL2函数空間の間の同型を構成することで達成される。ポントリャーギン双対とピーター・ワイルの定理は、可換群とコンパクトな群でそれぞれ達成された。
別なアプローチは、既約ではないすべてのユニタリ表現を考えることを意味している。これらは圏を構成し、淡中・クライン双対性(Tannaka–Krein duality)は、ユニタリ表現のカテゴリからコンパクト群を再現する方法をもたらした。
群が可換でもコンパクトでもない場合に、アレクサンドル・グロタンディークが淡中・クライン双対性を線型代数群(linear algebraic group)と淡中圏の間の関係へ拡張したにもかかわらず、プランシュレルの定理やフーリエ変換に類似する一般論は知られていない。
調和解析は G 上の函数解析から G の等質空間(homogeneous space)上の函数へ拡張された。特に、この理論は対称空間(symmetric space)に対して発展し、保型形式論をもたらした（以下に議論する）。

### リー群
リー群は滑らかな多様体でもある群である。実数や複素数上の行列の多くの古典群が、リー群である。物理や化学で重要な群の多くはリー群であり、リー群の表現論はこれらの分野への群論の応用上で決定的である。
リー群の表現論は、最初に、コンパクト表現理論の結果を適用することため、コンパクト群を考えることで発展することができた。この理論は、ワイルのユニタリトリック(Weyl's unitary trick)を使い、半単純リー代数の有限次元表現へ拡張できる。半単純な実リー群 G はそれぞれ複素化を持っていて、複素化は複素リー群 Gc であり、最大コンパクト部分群 K を持っている。G の有限次元表現は、K の有限次元表現に密接に対応する。
一般のリー群は、可解リー群(solvable Lie group)と半単純リー群の直積である（これをレヴィ分解(Levi decomposition)という）。可解リー群の表現の分類は、一般には困難であるが、実践的には容易である場合が多い。半単純の直積の表現は、マッケイ理論(Mackey theory)という一般的な結果により解析され、この方法はポアンカレ群の表現のウィグナーの分類(Wigner's classification)を使い一般化されたものである。

### リー代数
体 F 上のリー代数は、リーブラケットと呼ばれヤコビ恒等式を満たす歪対称双線型作用を持つベクトル空間である。特に、リー代数は、単位元でのリー群の接空間として発生し、「無限小対称性」として相互作用を導く リー代数の表現論の重要なアプローチは、リー代数の対応する表現論を研究するためであるが、リー代数の表現論は本質的に興味深いものを持っている。。
リー代数は、リー群のように、半単純な部分と可解な部分へと分解するレヴィ分解をもつが、一般には扱いにくい可解リー代数の表現がついて回る。これとは対蹠的に、半単純リー代数の有限次元表現はエリー・カルタンの仕事以来、完全に理解されている。半単純リー代数 g の表現は、その上ではリーブラケットが 0 となる（可換である）ような g の本質的に最大生成部分代数 h である、カルタン部分代数(Cartan subalgebra)を選択することにより解析される。g の表現は、h の作用の固有空間であるウェイト空間(weight spaces)と指標の無限小の類似へと分解することができる。したがって、半単純リー代数の構造は、ウェイトの発生可能な組み合わせを容易に理解するという表現の解析へと還元される。

#### 無限次元リー代数
表現が研究されている無限次元リー代数のクラスは多数ある。これらの中で重要なクラスは、カッツ・ムーディ代数である。カッツ・ムーディ代数の命名は、ヴィクトル・カッツ(Victor Kac)とロバート・ムーディ(Robert Moody)に因んでいて、彼らは独立のこれらの代数を発見した。これらの代数は、有限次元の半単純リー代数の一般化であり、組み合わせ的な多くの性質を共有している。このことは、カッツ・ムーディ代数が半単純リー代数の表現と同じ方法で理解できる表現のクラスを持っていることを意味する。
アフィンリー代数は特別な種類のカッツ・ムーディ代数で、数学でも理論物理学でも重要で、特に共形場理論や完全可解モデルの理論では重要である。カッツ(Kac)は、ある組み合わせ的な恒等式であり、アフィンカッツ・ムーディ代数の表現論の基礎となっているマクドナルド恒等式(Macdonald identities)のエレガントな証明を発見した。

#### 超リー代数
超リー代数(Lie superalgebra)は、リー代数の一般化であり、基礎となっているベクトル空間が Z2-次数付きで、歪対称性を持り、リーブラケットのヤコビ恒等式の符号が変形している。これらの表現は、リー代数の表現論に同じである。

### 線型代数群
線型代数群（より一般には、アフィン群スキーム(group scheme)）は、R や C よりも一般的な体上でのリー群の代数幾何学と類似している。特に、有限体上では、線型代数群はリー型の有限群(finite groups of Lie type)をもたらす。線型代数群はリー群の分類と非常によく似た分類ができるが、ザリスキー位相が比較的弱いため解析学のテクニックがもはや有効でないので、それらの表現論は異なっていて少ししか理解されておらず、別のテクニックを必要とする。

### 不変式理論
不変式理論は、群の表現を形成する函数上への効果の観点から、代数多様体上の群作用を研究する。古典的には、不変式論は、与えられた線型群の変換の下に不変な多項式函数をどのように明確に記述するかを扱った。現代的なアプローチでは、これらの表現がどのように既約表現への分解するかを解析する。
無限群の不変式論は、線型代数、特に二次形式や行列式の発展に不可分に結びついている。（多項式の不変性と幾何学が）互いに強く影響しあう射影幾何学では、不変式論はこの問題を系統的に研究することに使われ、1960年代の間にダヴィッド・マンフォード(David Mumford)により、新しい息吹が幾何学的不変式論の形で吹き込まれた。
半単純リー代数の表現論は、根拠を不変式論に持っていて 表現論と代数幾何学の強い結びつきは、微分幾何学で多くの平行な考え方を持つ。この平行性はフェリックス・クラインのエルランゲンプログラムやエリー・カルタンの接続(connections)に始まり、群と対称性を幾何学の心臓部とする。現代の発展は、表現論と不変式論との結びつきを、ホロノミー(holonomy)や微分作用素や多変数複素関数の理論のような分野へ広がっている。

### 保型形式と数論
保型形式は、モジュラ形式の多変数の解析函数への一般化であり、解析函数は通常、多変数であり、同じような変換性質を持っている。この一般化は、モジュラ群 PSL2 (R) と半単純リー群 G による合同部分群(congruence subgroup)や離散部分群(discrete subgroup) Γ を置き換える。まさにモジュラ形式が上半平面の商 H =  PSL2 (R)/SO(2) の上の微分形式とみなすことができるように、保型形式は {\displaystyle \Gamma \backslash G/K} 上の微分形式とみなすことができる。ここに K は典型的な G の最大コンパクト部分群(maximal compact subgroup)である。しかし、注意深くみると、商空間は特異点を持っている。半単純なリー群のコンパクト群による商は、対称空間(symmetric space)であり、したがって保型形式の理論は対称空間上の調和解析と密接に関係する。
一般論が発達する以前、ヒルベルトモジュラ形式(Hilbert modular form)やジーゲルモジュラ形式(Siegel modular form)などの多くの重要な場合が詳細に研究された。この理論の重要な結果として、セルバーグ跡公式と、ロバート・ラングランズによるリーマン・ロッホの定理が保型形式の空間の次元の計算に適用されたことが上げられる。「保型表現」の考え方は、G が代数群の場合に、アデール的代数群として扱うことで、重要な値を求めることができることを証明した。完全に哲学的な結論として、ラングランズ・プログラムは、表現論と保型形式の数論的性質の間の関係を発展させた。

### 結合代数
ある意味で、結合代数の表現論は、群やリー群の表現の両方を一般化する。群の表現は、対応する群環の表現を導くことに対し、リー代数の表現は、リー代数の普遍包絡代数の表現が全単射的に対応する。しかしながら、一般の結合代数の表現論は、群とリー群の表現論のすべての性質を持つわけはない。

#### 加群の理論
結合代数の表現を考える場合、基礎となる体を忘れて、単純に環としての結合代数と加群としての表現を考えることができる。このアプローチは、驚くほど豊かで、表現論の多くの結果が、環上の加群についての結果の特別な場合と解釈することができる。

#### ホップ代数と量子群
ホップ代数(Hopf algebra)は、一方で群やリー代数の表現論を特殊なケースとして保持する結合代数の表現論を改善する方法をもたらした。特に、2つの表現のテンソル積は、双対ベクトル空間の表現としての表現となっている。
群に付随したホップ代数は、結合代数の構造をもり、したがって、本来は群の変形としてあるいは普遍包絡代数として現れるため、ホップ代数を限定することに使われるにもかかわらず、一般にはホップ代数は量子群(quantum group)として知られている。量子群の表現論は、リー代数やリー群の表現論は、たとえば、柏原の結晶基底(crystal basis)のような驚くべき内面的性質を持っている。

## 一般化

### 集合論的表現
集合 X 上の群 G の集合論的表現(set-theoretic representation)（群の作用、あるいは置換表現としても知られている）は、G から X から X への函数の集合 で、すべての g1, g2 とすべての X のx に対し、
{\displaystyle \rho (1)[x]=x}
{\displaystyle \rho (g_{1}g_{2})[x]=\rho (g_{1})[\rho (g_{2})[x]].}
を満たすある XX への函数により与えられる。
群に対してのこの条件と公理は、ρ(g) が G のすべての g に対して全単射（あるいは、置換）であることである。このように、置換表現を G から X の対称群 SX への群準同型として定義することは同値であろう。

### 他の圏の表現
すべての群 G は、単一の対象をもつ圏とみなすことができる。この圏の射は、まさに G の元である。任意の圏 C が与えられると、C での G の表現は、G から C への函手である。そのような函手は、C の中の対象 X と、G から X の自己同型群 Aut(X) への群準同型を選択する。
C がF 上のベクトル空間の圏(category of vector spaces)  VectF の場合は、この定義が線型表現と同値である。同様に、集合論的表現はまさに集合の圏(category of sets)の中の G の表現である。
他の例として、位相空間の圏(category of topological spaces) Top を考える。Top の表現は、G から位相空間 X の準同型群への準同型である。
線型表現と密接な関係付けられる表現の 2つのタイプは、
- 射影表現（英語版）(projective representation)：射影空間の圏の中で、これらはスカラー変換を違いを除いた線型表現として記述される。
- アフィン表現（英語版）(affine representation)：アフィン空間の圏の中で、たとえば、ユークリッド空間上にアフィンに作用するユークリッド群(Euclidean group)がある。

### 圏の表現
群は圏を形成するので、他の圏の表現を考えることもできる。最も単純な一般化は、単一の対象をもつ圏であるモノイドである。群はすべての射が可逆なモノイドである。一般のモノイドは任意の圏で表現を持つ。集合の圏では、これらはモノイド作用(monoid action)であるが、ベクトル空間や他の対象の上のモノイド表現を研究することができる。
さらに一般的に、表現される圏がひとつの対象しか持たないという前提を緩めることができる。まったく一般的に、これは単純に圏の間の函手の理論であり、少ししか知られていない。
表現論に重要なインパクトをもつ特別な場合に箙（えびら）の表現論がある。箙は単純に有向グラフ（ループと多重な矢印があってもよい）であるが、グラフの経路を考えることにより圏（と代数）を形成することができる。そのような圏／代数の表現は、表現論のいくつかの面を説明する。たとえば、群に関しての半単純ではない表現論の問題を、箙に関する半単純な表現の場合へ還元することを可能とする。